# بيكتوريو ماتشو
بيكتوريو ماتشو (بالإسبانية: Victorio Macho)‏ نحات إسباني ومُمهد فن النحث الإسباني المعُاصر، وُلد في بالنثيا في 23 ديسمبر عام 1887. ويبرز من بين أشهر أعماله كل من المسيح من أوتيرو وتمثال سانتياغو رامون إي كاخال وتمثال بينيتو بيريث جالدوس بحديقة الريتيرو. حصل على وسام الصليب الأكبر من وسام إيزابيلا الكاثوليكية. وتُوفي في طليطلة في 13 يوليو عام 1966.

## حياته
وُلد بيكتوريو في بالنثيا عام 1887 في عائلة فقيرة لأب يعمل نجارًا. قرر والده تسجيله في مدرسة الفنون الجميلة والحرف في سانتاندير، حيث تعلم فن النحت. وفي سن السادسة عشر، وعقب حصوله على منحة من مجلس بالنثيا عام 1903، انتقل إلى مدريد، مواصلًا مسيرته الدراسية في الأكاديمية الملكية للفنون الجميلة في سان فرناندو. كان يتم تجاهل عمله ومجهوداته طيلة خمسة عشر سنة إلى أن تلقى رسميًا مسئولية مقبرة الدكتور يورنتي. ثم حقق شهرة كبيرة مع تمثاله الأول الذي خصصه لجالدوس، وخُصص لمعرض متحف الفن الحديث عام 1921.
خرج من إسبانيا إبان ديكتاتورية بريمو دي ريبيرا واستقر في آندي في فرنسا، حيث نحت تمثالي الفيلسوف والشاعر ميجل ديه أونامونو والطبيب رامون إي كاخال. وفي عام 1936، عُين أستاذ في الأكاديمية الملكية للفنون الجميلة في سان فرناندو. وخرج من مدريد عقب اندلاع الحرب الأهلية الإسبانية مع حكومة الجمهورية الإسبانية الثانية إلى بلنسية. وقد اقتادته نتائج الحرب إلى المنفى في فرنسا وروسيا وبعد ذلك في أمريكا طيلة ثلاثة عشر عامًا. وبعد أن عاش ستة أشهر في كولومبيا، بدأ إقامة مطولة في ليما عاصمة بيرو، حيث تزوج من ثويلا باروس كونتي. وعاد إلى إسبانيا عام 1952، بعد أن أسس بيتًا وورشة في طليطلة، وفي نفس المبنى منذ عام 1967 تحول إلى متحف بيكتوريو ماتشو (روكا تاربييا)، والذي تم إنشاءه لإيواء إرثه الذي أهداه إلى الدولة الإسبانية.
وفي عام 1964، حصل على وسام الصليب الأكبر من وسام إيزابيلا الكاثوليكية. وتُوفي بعد ذلك بعامين في طليطلة بداء السحار السيليسي، الذي شُخص به عام 1952؛ وتم نقل رفاته إلى بالنثيا، وفق وصيته الأخيرة، وقد دفن أسفل محبسة تم حفرها عند سفح المسيح من أوتيرو، والذ عُؤف أيضًا باسم نصب القلب المقدس ليسوع.

## معرض صور

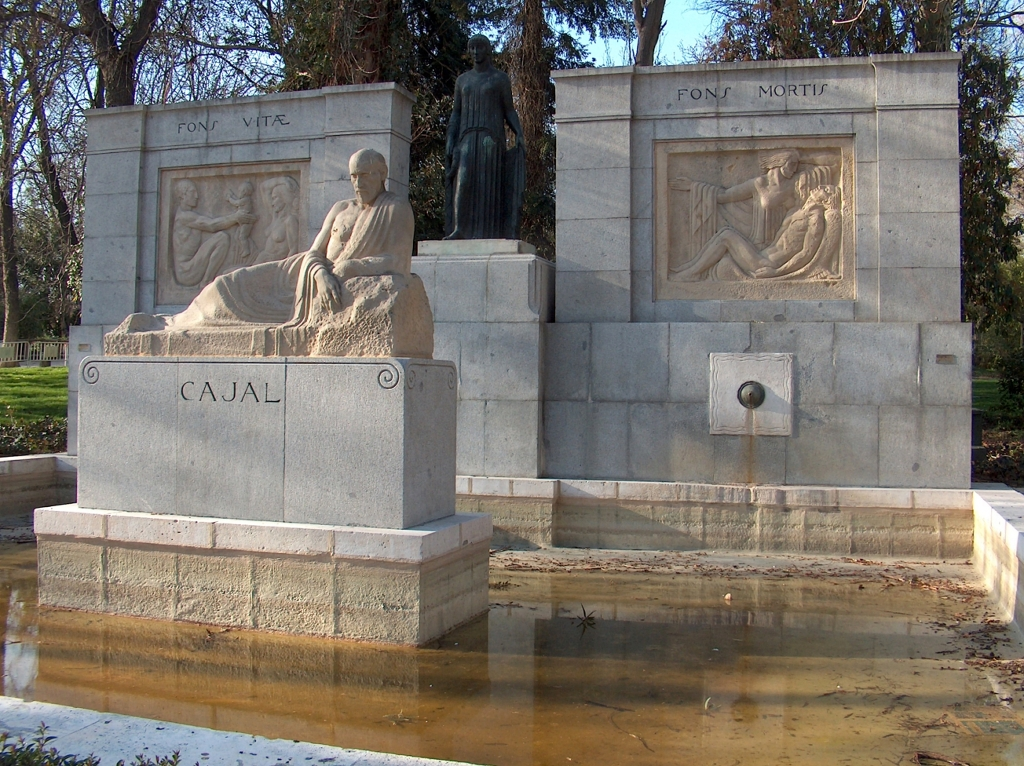
تمثال سانتياجو رامون إي كاخال بحديقة الريتيرو في مدريد.
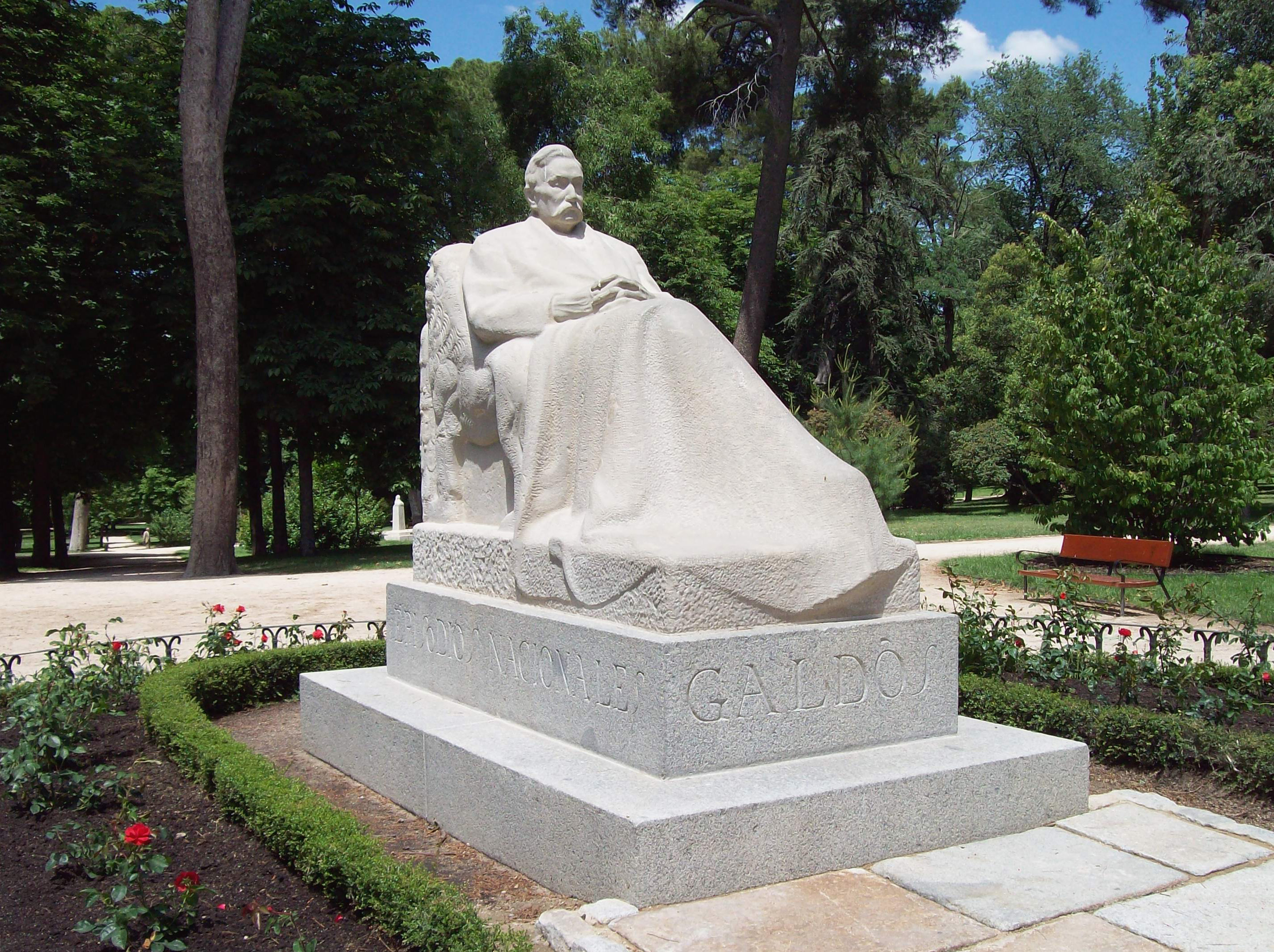
تمثال بينيتو بيريث جالدوس بحديقة الريتيرو في مدريد.
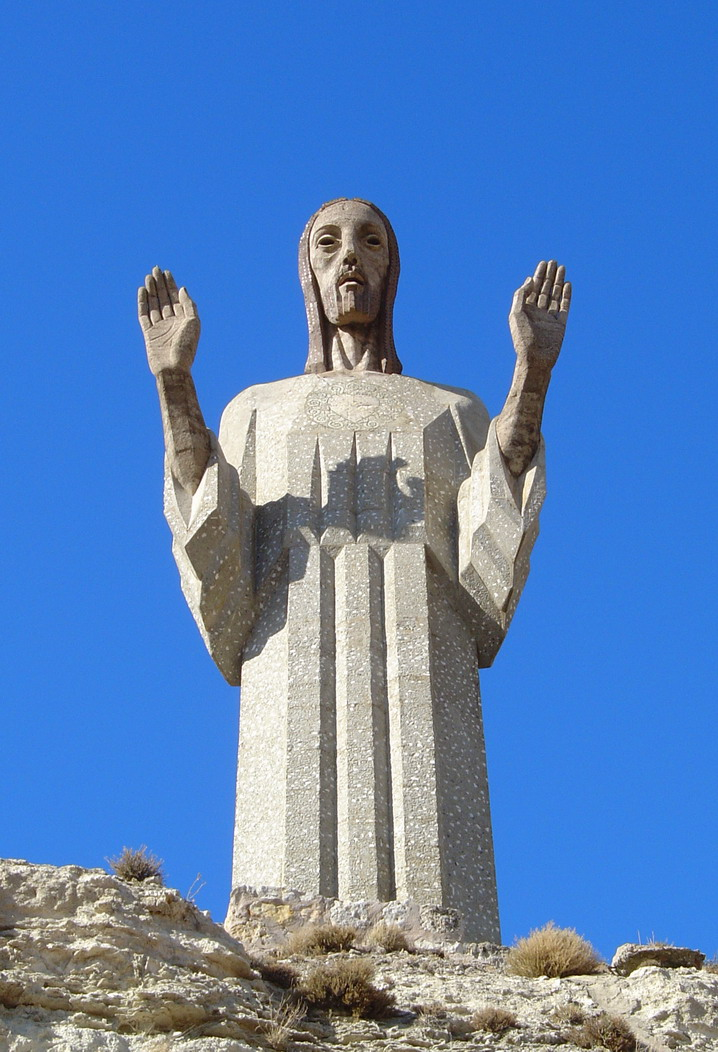
كريستو ديل أوتيرو في بالنثيا.
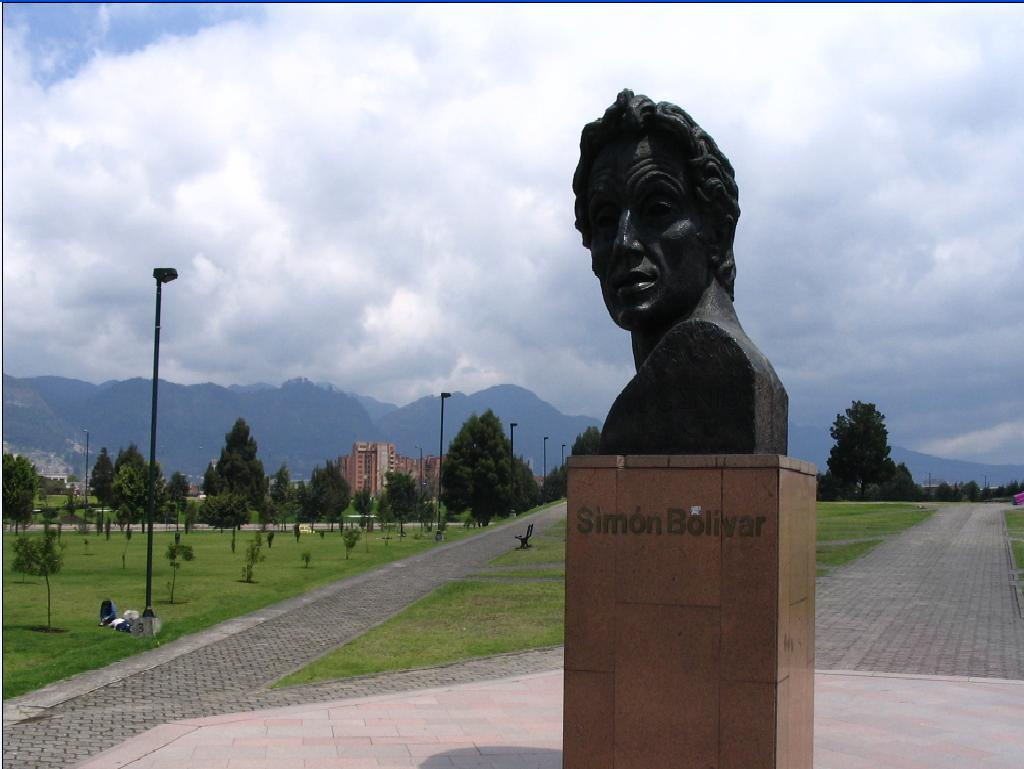
تمثال نصفي لسيمون بوليفار، تبرعت بيه الحكومة الفنزويلية في حديقة سيمون بوليفار في بوجوتا.

## انظر ايضًا
- خواكين دي تشوريجيرا
- خوسيه دي إيرموسييا
- ألبرتو دي تشوريجيرا
- خوسيه بينيتو دي تشوريجيرا